# اریک کائور
اریک کائور (انگلیسی: Erich Kauer; ۸ ژانویهٔ ۱۹۰۸ – ۳۰ دسامبر ۱۹۸۹) بازیکن فوتبال اهل آلمان بود.
وی همچنین در تیم ملی فوتبال آلمان بازی کرده‌است.